# Pleurothallis kerrii
Pleurothallis kerrii är en orkidéart som beskrevs av Pedro Ivo Soares Braga. Pleurothallis kerrii ingår i släktet Pleurothallis och familjen orkidéer. Inga underarter finns listade i Catalogue of Life.